# Víctor Diogo
Víctor Hugo Diogo Silva (født 9. april 1958 i Treinta y Tres, Uruguay) er en tidligere uruguayansk fodboldspiller, der spillede som midtbanespiller hos Peñarol i sit hjemland, samt for brasilianske Palmeiras. Han spillede mellem 1979 og 1986 desuden 33 kampe for Uruguays landshold, som han blandt andet repræsenterede ved VM i 1986 i Mexico.